# 上方镇 (衢州市)
上方镇，是中国浙江省衢州市衢江区所辖的一个镇。 
按今天的地图来看，上方镇位于衢州北部山区，属浙江省衢州市衢江区，距城直线距离34.5公里，处于千里港山脉中部。辖区东北与建德市、淳安县接壤，西与灰坪、庙前两乡毗连，南界峡川镇。
据《衢县志》，今日之衢州属地在汉曰新安隋曰三衢唐曰衢州。唐如意元年（692）上方即为盈川县属地，处玉泉铜山之间，是芝溪流域居集中地区。元和七年（812）盈川并入信安县，唐末改为西安县，成为衢县历史上的北部属地。
至民国元年政体革新，废府制改西安县为衢县。三年复道制，隶金华道（p121）。据《清一统志》记载，西安县北九十里至灰岭交遂安县“此道出北门过浮石渡北行由峡口上方入山，山路由多”，这里提到的灰岭即今日之灰坪。
据《衢县志-食货志》，上方市，城北八十里毗连寿昌遂安两县，界距城写远山，源商业亦云繁盛，出货纸为大宗业，次多宁绍及徽帮人，货本颇巨，水由峡口绕莲花出盈川，舟楫不能直达，营业者尚以此少之。
民国九年（1920）开始设镇，建国后，辖区曾划分为上方、立模、玳堰、新路、仙洞五乡。分别于1956年、1992年合并为上方镇。2009年末，全镇总面积158.55平方公里，辖14个行政村，216个自然村，302个村民小组，8519户，2.9万人。
镇内山地起伏，地势由此向南倾斜，山脉主要分为：东北为千里岗山脉东段，是衢江和新安江自然分水岭，最高峰牛角湾海拔1335米。西南为西山、 外郎山等山脉，最高峰山井尖海拔1280.5米。东南有葱山、龙门顶等山峰，共有海拔720米以上山峰8座。山地多黄泥土和黄泥沙土，生长松、杉、毛竹、 茶叶、油茶等。

## 下辖行政区
下辖：
玳堰村、新京村、严村村、金扬村、金坑村、鹿角堰村、上方村、上龙村、立模新村、依岙新村、龙祥村、金牛村、郑家新村和仙洞村。